# Columbarium altocanalis
Columbarium altocanalis là một loài ốc biển nước sâu, là động vật thân mềm chân bụng sống ở biển trong họ Turbinellidae. 
Loài này phân bố ở New Zealand.